# Legio III Iulia Alpina

Schildbemalung (Bodleian Manuskript) der Legio Tertia Iulia Alpina im frühen 5. Jahrhundert

Die Legio III Iulia Alpina war eine Legion der spätantiken römischen Armee, die wahrscheinlich während der Herrschaft Kaiser Constans (337–350 n. Chr.) ausgehoben wurde und bis ins 5. Jahrhundert hinein bestand. Namensgebend waren wohl die Julischen Alpen, wo ihre Mannschaften rekrutiert wurden und/oder sie anfänglich stationiert war. Sie wurde mit ihren beiden Schwesterlegionen
- Legio I Iulia Alpina und
- Legio II Iulia Alpina

vermutlich zunächst in der Provinz Alpes Cottiae stationiert. Zur Zeit der Zusammenstellung der Notitia Dignitatum, um 430, stieg die Einheit zu einer Legio-Comitenses auf. Sie war danach – unter dem Befehl des Magister peditum – Teil der italienischen Feldarmee.